# Gonomyia concinna
Gonomyia concinna är en tvåvingeart som beskrevs av Paul Lackschewitz 1940. Gonomyia concinna ingår i släktet Gonomyia och familjen småharkrankar. Inga underarter finns listade i Catalogue of Life.